# Termas del Arapey
Termas del Arapey (deutsch Thermen des Arapey) ist eine Ortschaft in Uruguay.

## Geographie
Sie befindet sich auf dem Gebiet des Departamento Salto in dessen 8. Sektor am Ufer des Río Arapey. Der Ort liegt rund 80 km nordöstlich der Provinzhauptstadt Salto, bis Montevideo sind es 560 km. Nordwestlich Termas del Arapey sind in einigen Kilometern Entfernung am dort verlaufenden Río Uruguay Belén und Chacras de Belén gelegen.

## Beschreibung
Es handelt sich um das älteste Thermalbad des Landes mit jährlich 150.000 Besuchern. 400.000 Liter pro Stunde bis 42 °Celsius warmes Wasser entweichen den 750 bis 1300 Meter tiefen unterirdischen Wasserspeichern des Acuífero Guaraní. Der Ort ist auch für Besucher aus Brasilien und dem nahegelegenen Argentinien anziehend. Mehr als 2000 Hotelbetten aller Kategorien stehen zur Verfügung sowie Campingplätze. Besonderer Zustrom herrscht in der Karwoche.

## Einwohner
Die Einwohnerzahl Termas del Arapeys beträgt 184 (Stand: 2011), davon 86 männliche und 98 weibliche.
| Jahr | Einwohner |
| ---- | --------- |
| 1963 | -         |
| 1975 | 337       |
| 1985 | 632       |
| 1996 | 543       |
| 2004 | 256       |
| 2011 | 184       |

Quelle: Instituto Nacional de Estadística de Uruguay